# Montépreux
Montépreux település Franciaországban, Marne megyében. Lakosainak száma 46 fő (2022. január 1.). Montépreux Mailly-le-Camp, Semoine, Connantray-Vaurefroy, Haussimont, Sommesous és Vassimont-et-Chapelaine községekkel határos.

## Népesség
A település népességének változása:
| Lakosok száma | 73   | 58   | 56   | 39   | 40   | 42   | 45   | 47   | 48   | 46   |
|               | 1968 | 1982 | 1990 | 2006 | 2013 | 2015 | 2017 | 2019 | 2020 | 2022 |